# ويلي غيزمان
ويلي غيزمان (بالألمانية: Willi Giesemann)‏ مواليد 2 سبتمبر 1937 في ألمانيا، هو لاعب كرة قدم ألماني سابق كان يلعب كمدافع. سبق له أن لعب في كأس العالم لكرة القدم مع منتخب بلاده.

## المسيرة الاحترافية

### أندية لعب لها
- نادي هامبورغ

## روابط خارجية
- ويلي غيزمان على موقع الاتحاد الدولي (مؤرشف)  (الإنجليزية)
- ويلي غيزمان على موقع قاعدة بيانات كرة القدم.إي يو (الإنجليزية)
- ويلي غيزمان على موقع بيانات كرة القدم. دي إي (الألمانية)
- ويلي غيزمان على موقع ناشيونال فوتبول تيمز (الإنجليزية)
- ويلي غيزمان على موقع عالم كرة القدم.نت (الإنجليزية)